# Gyantajárat

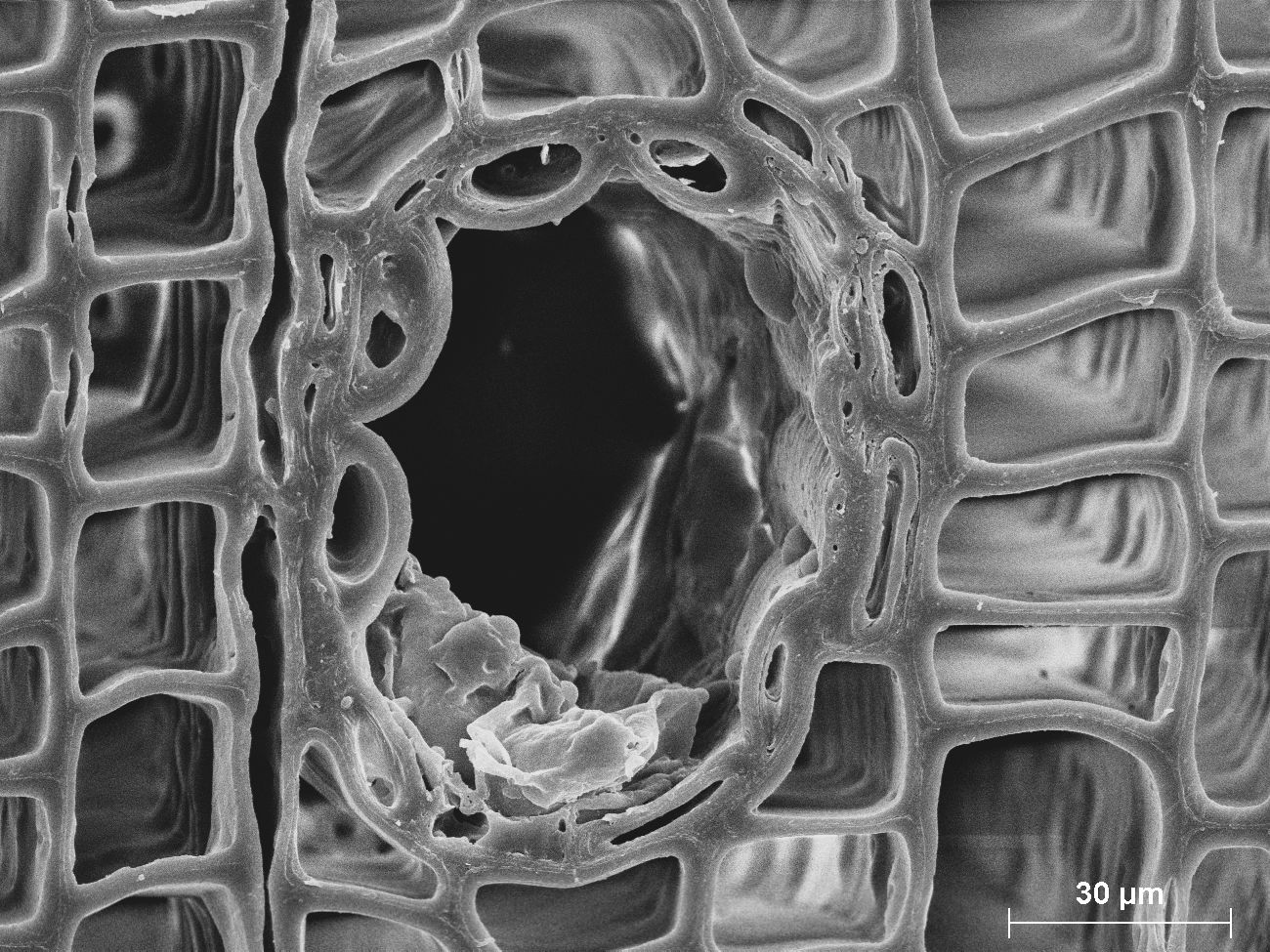
Axiális gyantacsatorna közönséges lucfenyőben (Picea abies)

A gyantajárat (avagy balzsamjárat) némely fenyőfélék (Pinaceae) törzsében gyakori, skizogén eredetű, epitélbéléses hézagos szövet. Neve arra utal, hogy benne gyantasavak és illóolajok keverékéből álló növényi gyanta halmozódik fel. A gyanta kémiai összetétele fajonként más és más.
A „gyanta” fogalom szűkebb értelmezése szerint a fenyőfélék sok illóolajat tartalmazó váladéka voltaképpen nem gyanta, hanem balzsam — a gyanta ennek a balzsamnak a beszáradt maradéka A gyanták és a balzsamok átmenete folyamatos.

## Megjelenése, felépítése
A hézagok (csatornák, illetve üregek) dúsan behálózzák a fa törzsét úgy, hogy jellemzően a törzs hosszában, illetve haránt futnak a sejtek között.  Egyes fajokban a járatok a levelekbe is behatolnak.

## Keletkezése, fejlődése
Lizigén jellegű képződmény, tehát a kezdeti üregek egyes sejtek visszaoldásával alakulnak ki. Ezek az üregek idővel hasítékokká tágulnak, majd a kialakult járatokat határoló sejtek osztódásával a járatok falán kiválasztó, úgynevezett epitélsejtek alakulnak ki. Ezek az egymáshoz hézagmentesen illeszkedő sejtek termelik a gyantát.

## Funkciója
A gyanta fő szerepe, hogy e járatokból a sérülésbe ömölve, majd a szabad levegőn megszilárdulva eltömi a törzs sérüléseit. Ezzel védi a fát a fertőzéstől és az élősködőktől.